# Viktorija Valjukevič
Viktorija Vladimirovna Gurova-Valjukevič (rusko Виктория Владимировна Гурова-Валюкевич), ruska atletinja, * 22. maj 1982, Soči, Sovjetska zveza.
Nastopila je na poletnih olimpijskih igrah v letih 2004, 2008 in 2012, leta 2008 je dosegla sedmo mesto v troskoku, leta 2012 pa osmo. Leta 2017 so jo ob ponovnem testiranju olimpijskih vzorcev iz leta 2012 diskvalificirali. Na evropskih dvoranskih prvenstvih je osvojila naslov prvakinje leta 2005.